# Anton Mitterwurzer (Schauspieler)
Anton Mitterwurzer, Künstlername Anthony (* 6. September 1870 in Leipzig; † nach 1902) war ein österreichischer Schauspieler und Bierbrauer.

## Leben
Mitterwurzer, Sohn des Schauspielerehepaars Friedrich und Wilhelmine Mitterwurzer, widmete sich, nachdem er ursprünglich die Bierbrauerei erlernt hatte, der Bühnenlaufbahn und war auf verschiedenen deutschen Bühnen unter dem Namen „Anthony“ als Komiker engagiert, kehrte jedoch 1898 wieder zu seinem ursprünglichen Beruf zurück. Er begab sich nach Amerika (Milwaukee), wo er eine gehobene Stellung in einer Brauerei innehatte. Sein weiterer Lebensweg ist unbekannt. Als seine Mutter 1909 in Wien starb, wurden vergeblich mehrmals Inserate in Zeitungen geschaltet, in denen er aufgefordert wurde, sich zu melden, um das Erbe anzutreten. 1916 wurde der Antrag gestellt, ihn für tot zu erklären. Das Landesgericht für Zivilrechtssachen Wien sprach 1921 aus, dass Mitterwurzer den 31. Dezember 1910 nicht überlebt hat.